# Параибуна (верхний приток Параибы-ду-Сул)
Параибуна (порт. Rio Paraibuna) — река в штате Сан-Паулу, Бразилия, левая составляющая Параибы-ду-Сул. Площадь водосборного бассейна — 1572 км² (в источниках также называется величина 440,6 км²). Длина реки — около 140 км.
Начинается у города Кунья на высоте около 1600 (по другим данным — 1200) м над уровнем моря. Течёт в общем юго-западном направлении. Среднегодовой расход воды в среднем течении (станция Понте-Альта) — 8 м³/с, у устья — 37,1 м³/с.
Верхняя часть верхней половины бассейна реки занята землями сельскохозяйственного назначения, нижняя — лесами. Климат бассейна реки — умеренный без сухого сезона и с тёплым летом. Средняя температура самого тёплого месяца — 22 °C, самого холодного — 18 °С. В летние месяцы (с декабря по январь) выпадает по 200—250 мм осадков, с зимние (с мая по август) — по 50.